# Michelle

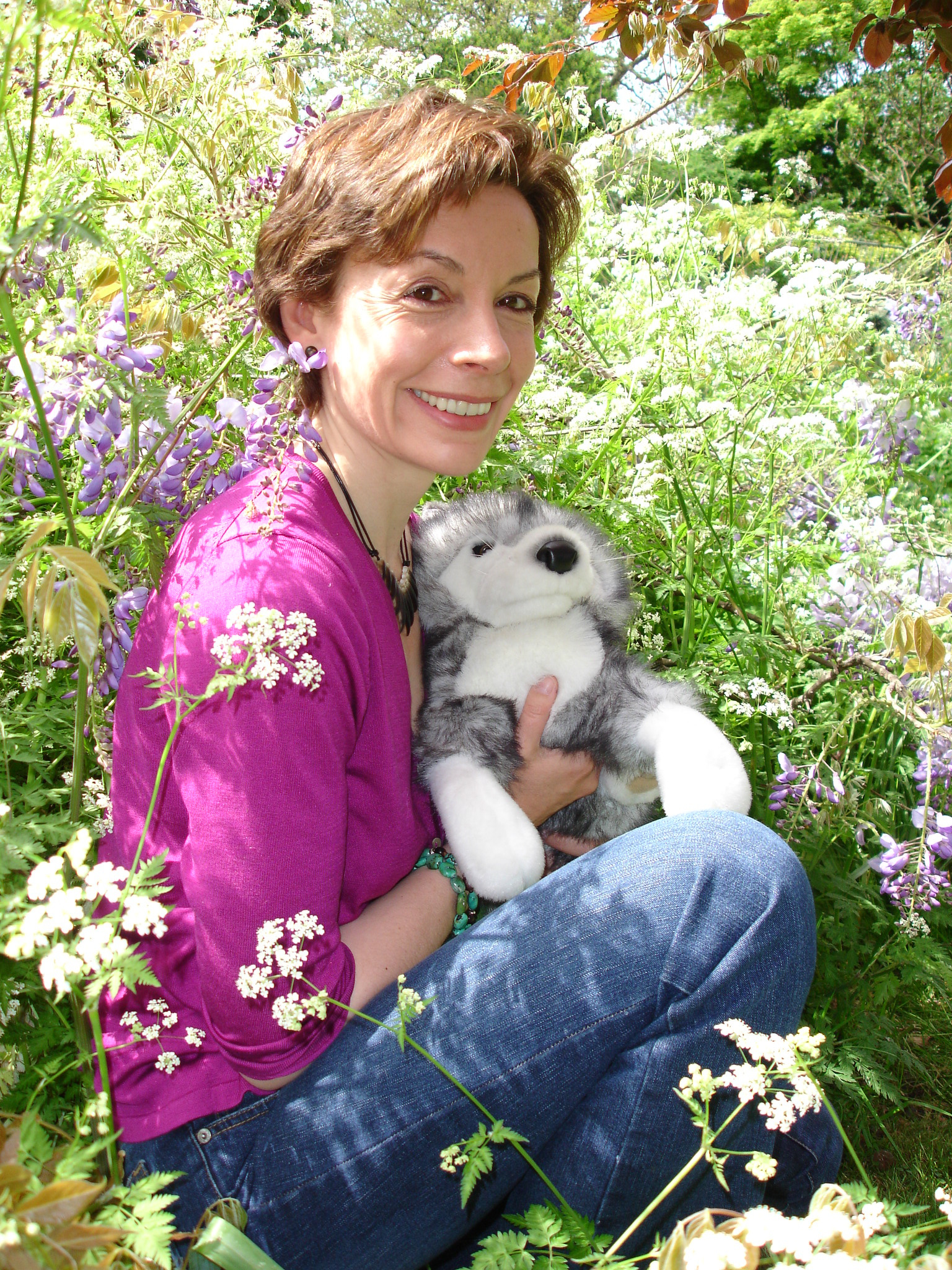
Michelle Paver, 2005.

Michelle är ett kvinnonamn med franskt ursprung. Michella är en variant av namnet. Den svenska varianten är Mikaela. 31 december 2010 fanns det 5308 kvinnor och 62 män med förnamnet Michelle i Sverige.
I den finlandssvenska namnsdagslängden har Michelle namnsdag 29 september sedan 2015.

## Personer med namnet Michelle
- Michelle Coleman, svensk simmerska.
- Michelle Monaghan, amerikansk skådespelerska.
- Michelle Obama, amerikansk jurist och presidenthustru.
- Michelle Paver, engelsk författare.
- Michelle Pfeiffer, amerikansk skådespelare.
- Michelle Rodriguez, amerikansk skådespelare.
- Michelle Smith, irländsk simmerska.
- Michelle Williams, amerikansk skådespelare.